# Johan III av Portugal
Johan III av Portugal, Johan den fromme, född den 6 juni 1502 i Lissabon, död där (av hjärnblödning) den 11 juni 1557, var kung av Portugal från 1521.

## Biografi
Johan var son till kung Manuel I och hans hustru, Maria av Aragonien, (dotter till kung Ferdinand II av Aragonien och drottning Isabella I av Kastilien, "den katolska").
Johan tillträdde som kung i en tid då Portugal stod på höjden av sin makt. De asiatiska besittningarna utökades och systematisk kolonisation av Brasilien hade kommit igång.
Johan kom under inflytande av ett kyrkligt parti och inkvisitionen infördes i landet 1536. Detta fick ödesdigra verkningar på handel och social framgång och landet stagnerade, vilket blev särskilt tydligt under hans efterträdare Sebastian I:s regering.

## Familj
Johan gifte sig med sin kusin Katarina av Österrike, prinsessa av Spanien. Hon var dotter till kung Filip I av Kastilien och drottning Johanna I (syster till Johans mor). Bland deras nio barn märks:
- Johan (1537–1554), kronprins av Portugal och far till kung Sebastian I av Portugal.
- Maria av Portugal (1527–1545), gift med kung Filip II av Spanien.